# Dysdera nesiotes
Dysdera nesiotes är en spindelart som beskrevs av Simon 1907. Dysdera nesiotes ingår i släktet Dysdera och familjen ringögonspindlar. Inga underarter finns listade i Catalogue of Life.